# Leo Genn
Leo John Genn (Londen, 9 augustus 1905 - aldaar, 26 januari 1978) was een Engels acteur. Hij werd in 1952 genomineerd voor een Academy Award voor zijn bijrol als Petronius in de historische dramafilm Quo Vadis.
Genn maakte in 1935 zijn film- en acteerdebuut met een dubbelrol als Shylock en koopman in Immortal Gentleman. Vervolgens speelde hij in meer dan 55 films, meer dan zestig inclusief televisiefilms. Zijn laatste rol was die van hoofdpersonage Henryk Goldszmit vel Janusz Korczak in het West-Duits-Israëlische drama Sie sind frei, Doktor Korczak uit 1975.
Genn trouwde in 1933 met castingdirectrice Marguerite van Praag. Zij kregen geen kinderen. Hij stierf op 72-jarige leeftijd na een hartaanval.

## Filmografie
*Exclusief drie televisiefilms
| - Sie sind frei, Doktor Korczak (1975) - Frightmare (1974) - The Mackintosh Man (1973) - Le silencieux (1973, aka The Silent One) - Endless Night (1972) - Die Screaming, Marianne (1971) - Una lucertola con la pelle di donna (1971, aka Lizard in a Woman's Skin) - Connecting Rooms (1970) - Il trono di fuoco (1970, aka Night of the Blood Monster) - Khartoum (1966) - Circus of Fear (1966) - Ten Little Indians (1965) - Die Todesstrahlen des Dr. Mabuse (1964, aka The Death Ray of Dr. Mabuse) - 55 Days at Peking (1963) - The Longest Day (1962) - Era notte a Roma (1960, aka It Was Night in Rome) - Too Hot to Handle (1960) - No Time to Die (1958) - I Accuse! (1958) - The Steel Bayonet (1957) - Beyond Mombasa (1956) - Moby Dick (1956) - L'amant de lady Chatterley (1955, aka Lady Chatterley's Lover) - Chantage (1955) - The Green Scarf (1954) - Personal Affair (1953) - The Red Beret (1953) - The Girls of Pleasure Island (1953) - Plymouth Adventure (1952) | - 24 Hours of a Woman's Life (1952) - The Magic Box (1952) - Quo Vadis (1951) - The Wooden Horse (1950) - The Miniver Story (1950) - No Place for Jennifer (1950) - The Snake Pit (1948) - London Belongs to Me (1948) - The Velvet Touch (1948) - Mourning Becomes Electra (1947) - Green for Danger (1946) - Caesar and Cleopatra (1945) - Henry V (1944, aka The Chronicle History of King Henry the Fift with His Battell Fought at Agincourt in France) - The Way Ahead (1944) - The Bells Go Down (1943) - The Young Mr. Pitt (1942) - Girl in the News (1940) - Law and Disorder (1940) - Ten Days in Paris (1940) - Contraband (1940) - Pygmalion (1938) - Dangerous Medicine (1938) - Kate Plus Ten (1938) - The Drum (1938) - The Rat (1937) - The Cavalier of the Streets (1937) - Jump for Glory (1937) - Accused (1936) - Rhodes of Africa (1936, stem) - Immortal Gentleman (1935) |